# Държавен архив – Силистра
Държавен архив – Силистра е отдел в дирекция „Регионален държавен архив“ – Велико Търново.

## Дейност
В него се осъществява подбор, комплектуване, регистриране, обработване, съхраняване и предоставяне за използване на определените за постоянно запазване документи на областната администрация, на общините на територията на Силистренска област, на териториалните структури на държавните органи и на други държавни и общински институции, организации и значими личности от местно значение, както и научно-методическото ръководство и контрол на организацията на работата с документите в деловодствата и учрежденските архиви, тяхното опазване и използване.
Към архива функционират читалня, библиотека, изложбена зала, зала за семинари, беседи и обучения. В научно-справочната библиотека са заведени 2785 тома специализирана литература по история, архивистика и други области на науката, речници, енциклопедии, справочници, пътеводители, каталози, документални сборници, периодични издания.

## История
Архивът е създаден през 1963 г. в резултат на административно-териториалната реформа от 1959 г. като отдел на Окръжен народен съвет – Силистра, от 1988 г. е в структурата на Община Силистра. През 1992 г. преминава на пряко административно подчинение на Главно управление на архивите при Министерски съвет. От 1978 г. получава статут на дирекция, а през 2010 г. е преструктуриран в отдел. От 2008 г. архивът се помещава в нова сграда, построена на мястото на старата.

## Фонд
Първите постъпления на архивни фондове са предадени от Държавен архив – Русе, комплектувани преди промяната на административно-териториалното деление на страната през 1959 г. и създаването на архива в Силистра. През 1994 г. е приет фондовият масив на ОК на БКП, възлизащ на 1090 фонда със 17 175 архивни единици, 791 спомена, 330 частични постъпления и необработени снимки и албуми.
Общата фондовата наличност на архива към 1 януари 2017 г. възлиза на 907,36 линейни метра с 2134 архивни фонда, от които 57 лични, с общ брой 105 416 архивни единици, 1173 частични постъпления и 218 спомена. Застрахователният фонд се състои от 82 489 кадъра с негативи на микрофилмирани документи и 82 489 кадъра позитив.

## Ръководители
През годините ръководители на архива са:
- Лука Вайсилов (1963 – 1965)
- Йордан Маринов (1966 – 1969)
- Петко Буюклиев (1969 – 1972)
- Кольо Върбев (1973 – 1974)
- Гинка Силянова (1975 – 1988)
- Петър Балев (1988 – 2010)
- Юлия Кюшелиева (2010 – )

## Отличия и награди
С Указ № 481 от 1988 г. на Държавния съвет на Народна република България архивът е награден с орден „Кирил и Методий“ – ІІІ степен.